# Parras (kommun)
Parras är en kommun i Mexiko.   Den ligger i delstaten Coahuila, i den centrala delen av landet, 700 km norr om huvudstaden Mexico City.
Följande samhällen finns i Parras:
- Parras de la Fuente
- Piedra Blanca
- Nuevo Sabanilla
- La Presa
- El Durazno
- Sombreretillo
- El Sacramento
- Santa María de las Esperanzas
- Santa Isabel y Santa Rita
- La Vega